# Sallèdes
Sallèdes é uma comuna francesa na região administrativa de Auvérnia-Ródano-Alpes, no departamento Puy-de-Dôme. Estende-se por uma área de 19,14 km². Em 2010 a comuna tinha 598 habitantes (densidade: 31,2 hab./km²).